# Dicranophorus facilis
Dicranophorus facilis is een raderdiertjessoort uit de familie Dicranophoridae. De wetenschappelijke naam van deze soort is voor het eerst geldig gepubliceerd in 1985 door Kutikova.